# UNC13D
UNC13D‏ (Unc-13 homolog D) هوَ بروتين يُشَفر بواسطة جين UNC13D في الإنسان.